# بدر الحمامي
بدر بن عبد الله الحمّامي، يُعرف أيضًا باسم بدر الكبير، كان قائدًا عسكريًّا مسلمًا، خدم الطولونيين، وبعد ذلك العباسيين.

## حياته
هو يوناني الأصل قد تعرَّب، في الأصل كان عبدًا يُباع ويُشترى، حتى انتقل لمؤسس الدولة الطولونية، أحمد بن طولون، الذي أعتقه فيما بعد. في أيلول 893، قاد بدر مع محمد بن أبَّة، ووالي طرسوس أحمد بن توغان العجيفي، حملةً استكشافيةً ضد الإمبراطورية البيزنطية، ووصلت إلى بلقسون (منطقة غير معروفة اليوم، على الأرجح أنها كاريا أو ليقيا تلمسوس). بعد وفاة خمارويه، ابن طولون، عام 896 ، غادر العديد من الضباط الطولونيين مصر وانشقوا إلى العباسيين. بقي بدر في الخلف، وصُنف إلى جانب فائق وصافي كواحد من القادة الرئيسين. كان كل منهم يقود جزءًا من الجيش، وكانوا قادرين على إجبار الدولة الطولونية على تسليم الإيرادات اللازمة لمواصلة الدفع لقواتهم، الذين حصلوا على ولائهم الكامل. وبالتالي، كانوا - وبدر على وجه الخصوص - من بين المنافسين الرئيسين لمحمد بن آبا، الذي كان بمثابة الوصي على الأمير الصغير هارون بن خمارويه.
في 902، قاد جيش إغاثة من مصر، لمواجهة القرامطة بقيادة يحيى بن زكرويه ("سيد الناقة")، الذي هاجم سوريا عام 902 وحاصر توج بن الجف في دمشق. تحارب القائدان الطولونيان مع القرامطة أمام أبواب المدينة وتمكنا من قتل الزعيم القرامطي، لكن مع ذلك خسروا المعركة. خلف الحسين ("ذو الشامة") شقيقه يحيى، الذي شرع في تدمير جزء كبير من سوريا في 902-903. في وقت ما قبل أواخر آب 903، حقق انتصارًا كبيرًا على القرامطة، مما أسفر عن مقتل الكثيرين ودفع الباقين إلى الصحراء. لا يُعرف هذا الحدث إلا من خلال برقية مرسلة إلى بغداد، ذكرها الطبري بإيجاز. وسرعان ما تبع هذا النجاح، الانتصار الحاسم للجيش العباسي في معركة حماة في تشرين الثاني، مما أدى إلى القبض على الحسين وكبار قادة القرامطة وإعدامهم.
في خريف 904، أطلق العباسيون في عهد الكاتب محمد بن سليمان حملة لاستعادة مصر وإنهاء الدولة الطولونية. عندما وصل محمد إلى حدود مصر في تشرين الثاني، ذهب بدر إليه. سرعان ما تبع انشقاق القائد الطولوني الأعلى، ضباطًا طولونيين آخرين، وعندما قُتل هارون بن خمارويه على يد أحد رجاله، انهارَت الدولة في الفوضى، ودخل محمد الفسطاط دون معارضة. الآن دخل بدر في الخدمة العباسية، وفي آب 905 تسلم بدر خِلَعًا من الخليفة المكتفي، وأُرسَل بدر نائبًا ومستشارًا لقائد آخر، هو فاتك، لمواجهة تمرد الضابط الطولوني السابق، إبراهيم الخليجي، الذي استولى على معظم البلاد مع الفسطاط.
في عام 914، أصبح واليًا على فارس. بعد اغتيال الحاكم الساماني أحمد بن إسماعيل وابنه القاصر، ضعف النظام الساماني. استغل بدر الفرصة لإعادة تأكيد سيطرة العباسيين على سيستان، وإرسال فضل بن حميد هناك نائبًا له. لم يدم هذا النجاح طويلًا، وسرعان ما سقطت المنطقة في أيدي أمراء الحرب المحليين، حتى ظهور كثير بن أحمد حاكمًا لها عام 917. في تشرين الأول 917، كُلِّف بدر بقيادة 5000 رجل، تم إرسالهم لملاحقة زعيم المتمردين عبد الله بن إبراهيم المسماعي وأتباعه الأكراد بالقرب من أصفهان.
تُوفي بدر عام 923.